# Den Norske Turistforening

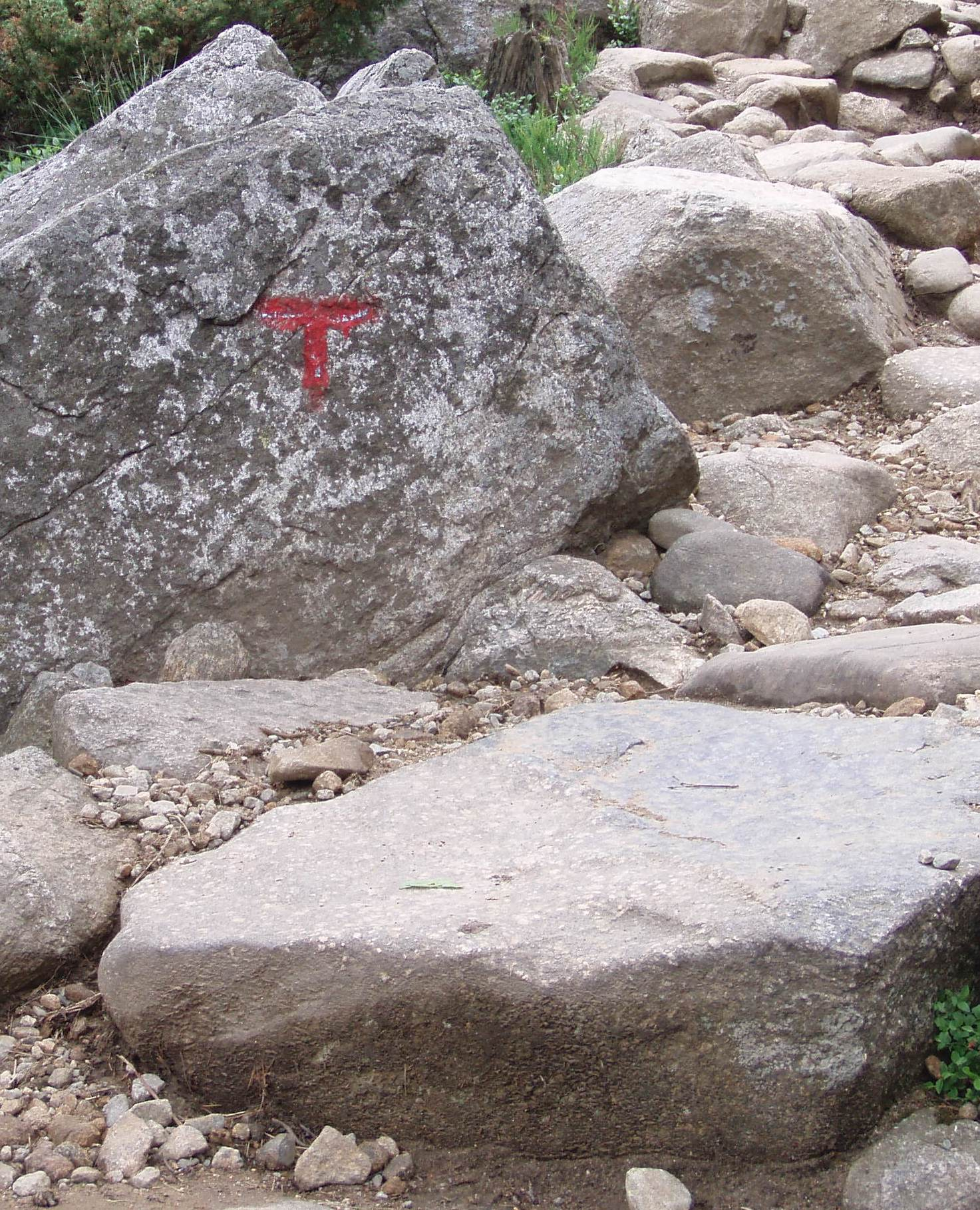
Turistforeningen märker stigar med röda T-n.

Den Norske Turistforening (DNT) är Norges största friluftsorganisation. Föreningen grundades 21 januari 1868 på initiativ av konsul Thomas Johannessen Heftye och kapten Hans Hagerup Krag. 
Föreningens syfte skulle vara «att underlätta och utveckla turistlivet här i landet». Den första medlemsföreningen blev Oslo og omland (1868). År 2005 hade föreningen 207 000 medlemmar (varav över 18 000 i DNT Ung), fördelat på 57 lokalföreningar. År 2019 hade medlemsantalet stigit till 300 000. DNT har märkt ut tusentals kilometer med vandringsleder, som beskrivs i boken Til fots i Norge. Turistföreningen ger även ut tidskriften Fjell og Vidde fem gånger om året. Huvudkontoret ligger i Oslo. Generalsekreterare sedan 1. oktober 2018 är Dag Terje Klarp Solvang.

## Fjällstugor/Turisthytter
Medlemsföreningen ägde 2021 550 fjällstugor (”turisthytter”) över i stort sett hela landet. I anknytning till desse underhåller medlemsföreningen och stugvärdarna ett stort nätverk av vandringsleder mellan och runt stugerna. Sommarlederna utgör tillsammans omkring 20000 kilometer, och vintertid underhålls runt 4300 kilometer med "grenruskor".
Första hytte var Krokan turisthytte på Rjukan (1868), vilken efterföljdes av Tyinhytten (1870), Memurubu och Gjendebu (1872).
Turistföreningen upprättade tidigt ett system med guider för att leda turister genom besvärliga områden bland annat i Jotunheimen och Jostedalsbreen.

## Medlemsföreningar

### A
- Alta og Omegn Turlag
- Arendal og Oppland Turistforening

### B
- Bergen Turlag
- Bodø og Omegns Turistforening
- Brurskanken Turlag
- Brønnøysund og Omegn Turistforening

### D
- DNT Oslo og Omegn
- Drammens og Oplands Turistforening

### E
- Engerdal og Trysil Turlag

### F
- Finnskogen Turistforening
- Fredrikstad Turlag

### G
- Gjøvik og Toten Turlag

### H
- Hadeland Turlag
- Hamar og Hedemarken Turistforening
- Hammerfest og Omegn Turlag
- Harstad Turlag
- Haugesund Turistforening
- Hemnes Turistforening
- Holmestrand og Omegn Turistforening
- Horten og Omegn Turistforening

### K
- Kongsberg og Omegns Turistforening
- Kristiansand og Opplands Turistforening
- Kristiansund og Nordmøre Turistforening

### L
- Larvik og Omegns Turistforening
- Lillehammer og Omland Turistforening
- Lofoten Turlag

### M
- Molde og Romsdals Turistforening

### N
- Narvik og Omegn Turistforening
- Nord-Salten Turlag
- Nord-Trøndelag Turistforening
- Nordkapp og Omegn Turlag
- Notodden Turlag

### R
- Rana Turistforening
- Rena og Omegn Turistforening
- Ringerikes Turistforening

### S
- Sandefjord og Oplands Turistforening
- Sandnessjøen og Omegn Turistforening
- Smaalenene Turistforening
- Sogn og Fjordane Turlag
- Stavanger Turistforening
- Sulitjelma og Omegn Turistforening
- Sør-Varanger og Omegn Turistforening

### T
- Telemark Turistforening
- Tistedalen Friluftslag
- Troms Turlag
- Trondhjems Turistforening
- Tønsberg og Omegn Turistforening

### V
- Varangerhalvøya Turlag
- Vesterålen Turlag
- Voss Utferdslag

### Å
- Ålesund–Sunnmøre Turistforening